# Himmelev Skole
Himmelev Skole er en folkeskole i Himmelev, der blev opført i 1964 som følge af den stigende befolkningsvækst i Roskilde og omegn. Himmelev skole er en af de 15 skoler i Roskilde.
Oprindelig begyndte skolen i 1909 og lå på Østre Kirkevej ved siden af Himmelev Kirke. Skolen betjente børn fra Veddelev og Himmelev. Skolen blev opkaldt efter opførelsesåret og var en typisk landsbyskole med elever fra 1. til 7. klasse samt 7 ansatte lærere. Skolen rummede sløjdlokale, skolekøkken, gymnastiksal samt læreboliger. Under 2. verdenskrig benyttede tyskerne gymnastiksalen. I 1957 blev skolen for lille, og 57-skolen blev opført overfor. Himmelev og Veddelev voksede. og i 1964 blev skolen igen udvidet med den første afdeling af den nuværende skole; i begyndelsen “pendlede” lærerne mellem 9; 57; og 64 skolen. Senere kom 67 skolen inden skolen er som sin nuværende form. Efterhånden som skolen blev udvidet, lukkede først 1909-skolen, som blev ombygget til ejerlejligheder, og 1957-skolen blev benyttet til SFO. Himmelev og Veddelev blev ved med at vokse, og det blev politisk besluttet at bygge en ny skole i Veddelev og i den nye bydel Trekroner.
I alt er 756 elever indskrevet på skolens i alt 33 klasser fordelt på ni klassetrin.
Skolen er opdelt i to lange gange med tre korridorer på tværs. Den første af disse korridorer er forbeholdt 0.-2. klasse, den midterste 4.-6. og den bagerste 7.-8. I 2005 blev der opført en tilbygning, som 9. klasserne nu benytter.
Nuværende skoleleder er Pernille Holmberg.